# Rogas ventrimacula
Rogas ventrimacula är en stekelart som först beskrevs av Günther Enderlein 1920.  Rogas ventrimacula ingår i släktet Rogas och familjen bracksteklar. Inga underarter finns listade i Catalogue of Life.